# Selattyn and Gobowen
Selattyn and Gobowen är en civil parish i Storbritannien.   Den ligger i grevskapet Shropshire i riksdelen England, i den södra delen av landet, 250 km nordväst om huvudstaden London.